# PABSA-Snooker-Amerikameisterschaft
Die PABSA-Snooker-Amerikameisterschaft ist die kontinentale Meisterschaft von Nord- und Südamerika, die seit 2019 von der Pan American Billiards & Snooker Association ausgetragen wird.  Der jeweilige Sieger erhält dabei eine Startberechtigung für die World Snooker Tour. Daneben gibt es eine auf bolivianische, beziehungsweise peruanische Initiative unter dem Mantel der Confederación Panamericana de Billar ausgerichtete Snooker-Amerikameisterschaft, die innerhalb von 20 Jahren nur 4 Mal ausgerichtet wurde.
In Ergänzung um das Hauptturnier wird seit 2021 auch eine PABSA-Senioren-Snooker-Amerikameisterschaft für Ü40-Spieler ausgerichtet.

## Geschichte
Die Erstaustragung des Turnieres fand 2004 im bolivianischen La Paz unter der Organisation der Confederación Panamericana de Billar statt. Es nahmen ausschließlich Vertreter südamerikanischer Länder teil; am Ende gewann der Brasilianer Miguel Bernardino mit einem Finalsieg über Miguel Brito aus Bolivien. Finanzielle Schwierigkeiten erschwerten lange die Austragung einer weiteren Amerikameisterschaft. Die zweite Amerikameisterschaft fand Ende 2011 erneut in La Paz statt. Das Teilnehmerfeld umfasste nur Länder aus Südamerika, am Ende gewann Jon Porter aus Bolivien gegen den Chilenen Eduardo Rojas. Es war geplant, dass die beiden an der Qualifikation der Snookerweltmeisterschaft 2012 teilnehmen können, daraus wurde aber nichts.
2013 sollte in La Paz parallel zur bolivianischen Meisterschaft eine weitere pan-amerikanische Meisterschaft stattfinden, das Turnier wurde aber aus Mangel an Teilnehmern verschoben. Für die Austragung der dritten Amerikameisterschaft war es wieder der Club De Tenis La Paz, der 2015 die Initiative ergriff. Hauptsächlich nahmen Vertreter südamerikanischer Länder teil, die USA war die einzige teilnehmende Nation aus Nordamerika. Kanada nahm unter unklaren Umständen nicht teil. Die brasilianischen Spieler dominierten das Turnier, am Ende siegte der Deutsch-Brasilianer Itaro Santos. Er erhielt anschließend eine Startberechtigung für die folgenden zwei Saisons der professionellen Snooker Main Tour.
In den 2010ern gründete sich ein neuer Kontinentalverband des amerikanischen Doppelkontinents für Snooker und English Billiards, die Pan American Billiards & Snooker Association. Sie adoptierte die Snooker-Amerikameisterschaft. Seitdem sind alle Staatsbürger der 41 Mitgliedsländer der Panamerikanischen Sportorganisation teilnahmeberechtigt, de facto nehmen aber hauptsächlich Spieler aus den Vereinigten Staaten, Kanada und Brasilien teil. 2019 fand die PABSA-Meisterschaft im US-amerikanischen Houston mit 48 Teilnehmern statt. Es war das erste Event, das von der PABSA mit organisiert wurde. Sieger wurde der Brasilianer Igor Figueiredo, der sich damit eine Profi-Spielberechtigung für zwei Saisons holte. Für 2020 war die Ausrichtung in Toronto geplant, ebenso sollte ein Senioren-Event für Ü40-Spieler hinzukommen. Im Zuge der COVID-19-Pandemie musste die Austragung aber verschoben werden. Erst anderthalb Jahre später fand die Austragung der beiden Turniere tatsächlich statt. Während im Senioren-Event Ahmed Aly Elsayed siegte, gewann das Hauptevent mit Victor Sarkis erneut ein Brasilianer. Zum zweiten Mal in Folge verlor der US-Amerikaner Renat Denkha im Finale. Zur angedachten Austragung eines Frauen- sowie eines Juniorenwettbewerbs kam es nicht. 2022 wurde erneut ein Haupt- und ein Seniorenturnier ausgetragen. Wie schon im Vorjahr erhielt der Sieger des Hauptturnieres einen Startplatz auf der professionellen World Snooker Tour, während sich der Sieger des Ü40-Turnieres für die World Seniors Championship qualifizierte. Mit Ahmed Aly Elsayed gewann erstmals ein US-Amerikaner das Hauptturnier. Im Oktober 2023 fanden die Amerikameisterschaften erstmals in Brasilien statt. In zwei rein brasilianischen Finals setzten sich Igor Figueiredo bei den Senioren und Jonas Luz im Hauptturnier durch.
Im Jahr 2024 kehrte die CPB-Meisterschaft zum ersten Mal nach 2015 zurück. Bei dem im peruanischen Puno ausgetragenen Turnier gingen beim Sieg von Mauricio García alle Medaillen an Teilnehmer aus dem Gastgeberland. Die PABSA-Wettbewerbe wurden in diesem Jahr wieder in Kanada ausgespielt; bei den Senioren siegte mit Fabio Luersen erneut ein Brasilianer, während mit Sahil Nayyar erstmals ein Kanadier das Hauptturnier gewinnen konnte.

## Sieger
| Jahr                                         | Austragungsort                       | Sieger                               | Ergebnis                             | Finalist                             | Halbfinalisten 1                     |
| Confederación Panamericana de Billar         | Confederación Panamericana de Billar | Confederación Panamericana de Billar | Confederación Panamericana de Billar | Confederación Panamericana de Billar | Confederación Panamericana de Billar |
| -------------------------------------------- | ------------------------------------ | ------------------------------------ | ------------------------------------ | ------------------------------------ | ------------------------------------ |
| 2004                                         | La Paz                               | Miguel Bernardino                    | 3:2                                  | Miguel Brito                         | Igor Figueiredo                      |
| 2004                                         | La Paz                               | Miguel Bernardino                    | 3:2                                  | Miguel Brito                         | Jose Costa Divan                     |
| 2011                                         | La Paz                               | Jon Porter                           | 5:0                                  | Eduardo Rojas                        | Leonardo Villarroel                  |
| 2011                                         | La Paz                               | Jon Porter                           | 5:0                                  | Eduardo Rojas                        | Mauricio Salmon                      |
| 2015                                         | La Paz                               | Itaro Santos                         | 6:0                                  | Thadeu Nobres                        | Leonardo Villarroel                  |
| 2015                                         | La Paz                               | Itaro Santos                         | 6:0                                  | Thadeu Nobres                        | Fabio Bozza                          |
| 2024                                         | Puno                                 | Mauricio García                      | 4:2                                  | Erickson de la Cruz                  | Gustavo Borda                        |
| 2024                                         | Puno                                 | Mauricio García                      | 4:2                                  | Erickson de la Cruz                  | Renzo Villarán                       |
| Pan American Billiards & Snooker Association |                                      |                                      |                                      |                                      |                                      |
| 2019                                         | Houston                              | Igor Figueiredo                      | 6:1                                  | Renat Denkha                         | Mark White                           |
| 2019                                         | Houston                              | Igor Figueiredo                      | 6:1                                  | Renat Denkha                         | John White                           |
| 2021                                         | Toronto                              | Victor Sarkis                        | 5:3                                  | Renat Denkha                         | Ahmed Aly Elsayed                    |
| 2021                                         | Toronto                              | Victor Sarkis                        | 5:3                                  | Renat Denkha                         | Derrick Claus                        |
| 2022                                         | Toronto                              | Ahmed Aly Elsayed                    | 5:1                                  | Amar Sadeg                           | Noel Rodrigues Morreira              |
| 2022                                         | Toronto                              | Ahmed Aly Elsayed                    | 5:1                                  | Amar Sadeg                           | John Brooks                          |
| 2023                                         | Rio de Janeiro                       | Jonas Luz                            | 5:4                                  | Fabio Luersen                        | Rafinha                              |
| 2023                                         | Rio de Janeiro                       | Jonas Luz                            | 5:4                                  | Fabio Luersen                        | Daniel Holoyda                       |
| 2024                                         | Saint-Lambert                        | Sahil Nayyar                         | 5:1                                  | Fabio Luersen                        | Floyd Ziegler                        |
| 2024                                         | Saint-Lambert                        | Sahil Nayyar                         | 5:1                                  | Fabio Luersen                        | Gilles Boismenu                      |

PABSA-Senioren-Snooker-Amerikameisterschaft
| Jahr | Austragungsort | Sieger            | Ergebnis | Finalist          | Halbfinalisten 1 |
| ---- | -------------- | ----------------- | -------- | ----------------- | ---------------- |
| 2021 | Toronto        | Ahmed Aly Elsayed | 4:1      | Levi Meiller      | Eddie Galati     |
| 2021 | Toronto        | Ahmed Aly Elsayed | 4:1      | Levi Meiller      | Vito Puopolo     |
| 2022 | Toronto        | Vito Puopolo      | 3:0      | Ahmed Aly Elsayed | Frank Ammirante  |
| 2022 | Toronto        | Vito Puopolo      | 3:0      | Ahmed Aly Elsayed | Jason Williams   |
| 2023 | Rio de Janeiro | Igor Figueiredo   | 5:0      | Zico              | Tuzinho          |
| 2023 | Rio de Janeiro | Igor Figueiredo   | 5:0      | Zico              | Jason Williams   |
| 2024 | Saint-Lambert  | Fabio Luersen     | 4:0      | Alberto Camara    | Ajeya Prabhakar  |
| 2024 | Saint-Lambert  | Fabio Luersen     | 4:0      | Alberto Camara    | Jeffrey Kennedy  |